# Trient (Astronomie)
Ein Trient (von lateinisch triens ‚der dritte Teil‘) ist ein historisches astronomisches Instrument zur Vermessung von Sternbahnen.  Der Trient wurde genau in Nord-Süd-Richtung aufgestellt und war in der Regel aus Eisen hergestellt. Er diente dazu, die Höhe von Sternen bei deren Nord-Süd-Durchgang – also den Kulminationspunkt – zu vermessen. Der Name 'Trient' ergab sich aufgrund der Konstruktion aus einem Drittelkreis (120 Grad Kreisbogen). Als Erfinder des Trient gilt der Renaissance-Gelehrte Peter Apian.
In Anwendung war ein Trient zum Beispiel in der Eimmart-Sternwarte auf der Nürnberger Burg. Hier wurde er 1687 von Johann Ludtring erstellt und hatte einen Radius von fast fünf Metern (16 Fuß).